# Wanda Díaz-Merced
Wanda Díaz-Merced (Gurabo, siglo XX) es una astrónoma puertorriqueña, más conocida por utilizar la sonificación para convertir conjuntos de grandes datos a sonido audible. Trabajó en la técnica después de perder la visión cuando era una estudiante de Grado en la Universidad de Puerto Rico.
Recibió su doctorado en la Universidad de Glasgow en 2013, y fue una becaria postdoctoral en el Observatorio Astronómico Sudafricano en Ciudad del Cabo.
Trabaja en la Oficina de Astronomía para el Desarrollo (OAD) del observatorio sudafricano. Ha dirigido el proyecto OAD AstroSense desde abril de 2014.
En 2016, dio una charla TED en Vancouver, BC, Canadá.
En 2017, fue galardonada con una Estrella Luike.